# آندره شدید
آندره شدید (به فرانسوی: Andrée Chedid) نویسنده و شاعر قرن بیستم میلادی اهل مصری-فرانسه بود.